# Heinrich Henrich
Heinrich Henrich (* 2. Februar 1614 in Oberägeri; † 8. August 1682 in Dillingen) war ein Schweizer Jesuit, Hochschullehrer und Bühnenautor.

## Leben

### Werdegang
Heinrich Henrich war der Sohn des Katholiken Johann Heinrich aus Bornacher bei Oberägeri.
Er trat am 13. Dezember 1631, im 1575 von Schweikhard von Helfenstein gegründeten Jesuitenkolleg, in den Jesuitenorden in Landsberg ein; sein zweites Jahr als Novize verbrachte er während des Dreißigjährigen Krieges von 1632 bis 1633 als Flüchtling in Luzern. 
Im Februar 1635 kam er vom Jesuitenkolleg Innsbruck an die Hochschule des Jesuitenkollegs Ingolstadt, um hier bis 1637 seine philosophischen Studien zu absolvieren; anschließend wurde er dort als Präzeptor verwendet.
Von 1641 bis 1645 studierte er Theologie an der Universität Ingolstadt und wurde 1645 im Jesuitenkolleg Eichstätt vom Fürstbischof Marquard II. Schenk von Castell zum Priester geweiht; am 12. Juni 1645 hatte er seine Primiz.
In Landshut unterrichtete er darauf Dialektik und war von 1646 bis 1647 Pater IIIiae Probationis.
Er lehrte in der Zeit von 1647 bis 1651 Philosophie an der Universität Ingolstadt und ging von da aus an die Universität München; in dieser Zeit legte er am 31. Oktober 1649 seine vier Gelübde ab.
Von 1654 bis 1656 lehrte er als Professor der scholastischen Theologie, sowie von 1656 bis 1662 der Moraltheologie an der Universität Luzern, worauf er von 1662 bis 1665 Rektor des Jesuitenkollegs im Schweizer Freiburg war sowie des in Freiburg im Breisgau.
Er lehrte von 1668 bis 1672 an der Universität München und war ab 17. Oktober 1672 Professor für Exegese und Kanzler an der Universität Dillingen.
Zu seinen Münchner Studenten gehörte unter anderem Augustin Erath (1648–1719).

### Theologisches und schriftstellerisches Wirken
Heinrich Henrich zählte zu den bedeutendsten Schweizer Jesuiten des 17. Jahrhunderts, verfasste als Barockdramatiker verschiedene Bühnenstücke und veröffentlichte einige philosophisch-theologische Schriften.

## Schriften (Auswahl)
- Elias Thesbites: Tragoedia = Elias der wunderbarliche Prophet vnnd Eyfferer der Ehr Gottes. Ingolstatt: Hänlin, 1640.
- Cordvbaevs Tragoedia: Das ist Ein trauriges Schawspil, von einem Spannischen Herren zu Corduba: Dessen todter Leib, von der Erden in Angesicht seines Beichtuatters ist verschluckt worden, dieweil er seinem Feindt nur dem Schein nach verzihen hette. Ingolstadt: Hänlin, 1644.
- Henricus Henrich ex tota Theologia publice disputavit impressas Theses cum laude. Ingolstadt, 1645.
- Disputationes in Aristotelis Organum institutae. Ingolstadt, 1647.
- Ferdinandina, die mexicanische Insul. München: Straub, 1652.
- Borgia Deliberans Inter Naturam Et Gratiam: Comoedia Data Ludis Apotheoticis = Ehrn-Freuden-Spil Zu Glorwürdiger Gedächtnus Deß H. Francisci Borgia/ Weiland Vierdten Hertzogen in Gandien. München: Rauch, 1671.
- Actus Initialis Sacro Concilio Tridentino inhaerens. Dilingae: Bencard, 1679.